# Pseudophegopteris rectangularis
Pseudophegopteris rectangularis là một loài thực vật có mạch trong họ Thelypteridaceae. Loài này được (Zoll.) Holttum miêu tả khoa học đầu tiên năm 1969.